# Husky de Sibérie
Le husky de Sibérie, aussi appelé le husky sibérien, ou tout simplement husky, est une race de chien originaire de Sibérie orientale, en Russie, où il est traditionnellement élevé comme chien d'attelage.

## Étymologie
Husky signifie « enroué, rauque » en anglais, caractéristique de l'aboiement de ce chien.
Deux pluriels existent pour ce mot : « huskys » (pluriel conforme à l'orthographe française) ou « huskies » (anglicisme).

## Historique

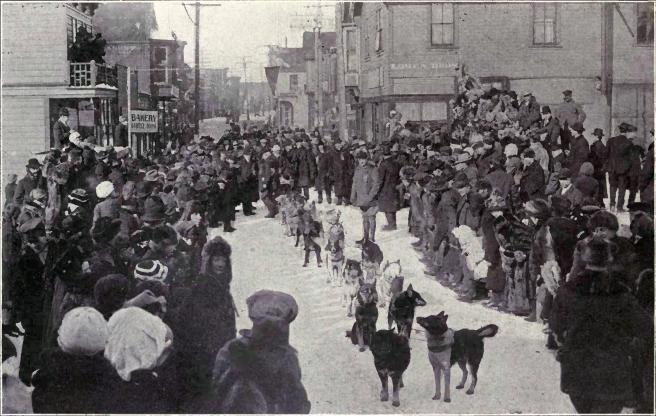
La All Alaska Sweepstakes en 1925.

Originaire de Sibérie orientale, le husky sibérien apparut autour de 2000 av. J-C, auprès des Tchouktches, peuple à la langue d’origine paléosibérienne. Au Kamtchatka, le peuple tchouktche vivait autour du bassin de la rivière Kolyma. L'isolement de la tribu et un système méthodique d'élevage ont conduit à une amélioration continuelle de la race : les Tchouktches, en éliminant systématiquement les chiens agressifs, ont réussi à produire un chien de trait adéquat pour le traîneau mais aussi comme gardien des biens et compagnon pour les enfants. Chez eux, les chiens faisaient partie de la famille et partageaient souvent l'habitation.
La légende tchouktche veut que le husky soit né de l'amour d'un loup et de la lune : le husky a l'apparence du loup et porte la queue en croissant de lune. Selon la légende, les soirs de pleine lune, huskys et loups hurlent pour appeler la lune afin qu'elle redescende à nouveau.
En 1909, neuf chiens sont amenés en Alaska par un marchand de fourrure russe pour participer à la course All Alaska Sweepstakes, longue de 653 km. Ce premier attelage, malgré la taille plus petite des chiens, se classe troisième. Un Écossais, impressionné par l'extraordinaire résistance de ces chiens, en importa 61 autres pour se constituer trois attelages au All Alaska Sweepstakes de 1910, ils terminèrent premier, deuxième et quatrième.
Lors de l'hiver 1925, lorsqu'une épidémie de diphtérie frappe le village de Nome en Alaska, c'est un relais d'attelages de huskys, menés par les chiens Balto et Togo qui permit de livrer le sérum. Cette prouesse valut à ces chiens et à leurs maîtres une notoriété nationale.
La race est reconnue par l'American Kennel Club dès 1930 et le Siberian Husky Club of America est fondé en 1938. En France, les premiers huskys de Sibérie sont importés en 1970 et la première inscription au LOF a lieu en 1973. Faisant partie dans un premier temps au club « Réunion d'Amateurs de Samoyèdes et Chiens Nordiques », la race est à présent gérée par le club Siberian Husky France depuis le 1er avril 1992. Le husky a été exterminé en URSS, peu ont survécu. Le Canada a toutefois préservé la race. Ils sont revenus en Russie en 1991, grâce au spécimen Nival du Loup Sibérien (Élevage Belge) qui fait partie encore aujourd’hui d’1/3 des pédigrées dans ce pays. Le nom « husky » a été proposé par Mme Tatiana Ochkova, ce qui a permis de mettre l’accent sur la différence entre les « Laika », très proches de la race mais plutôt destinés à la chasse, et les huskies qui gardent ça dans leurs gènes mais sont plutôt adeptes à traîner (d’où « chiens de traîneau »). Mme Tatiana Ochkova a monté en 1992 le premier club de huskies russes, (depuis le retour de la race dans le pays d’origine) : « le Croc blanc ».
Contrairement au husky d'Alaska, il est classé à la section 1 du groupe 5 de la fédération cynologique internationale : chien nordique de traineau de type spitz.

## Description

### Manteau

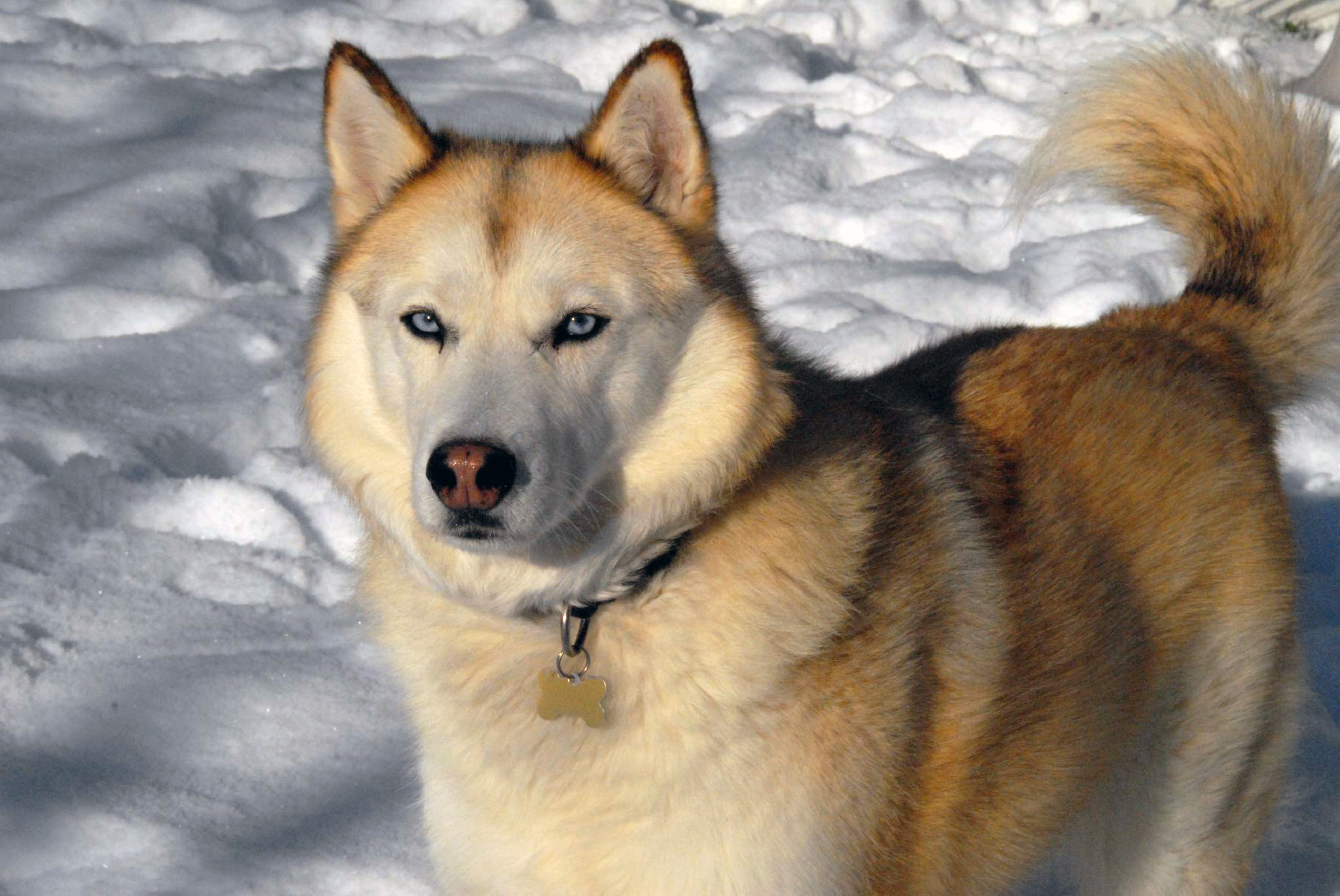
Husky de Sibérie femelle couleur sable.

Le husky de Sibérie a un double pelage qui est plus épais que celui de la plupart des autres races de chiens. Il se compose de deux couches : un sous-poil dense et finement ondulé et un poil de couverture plus long et plus épais. Cela protège efficacement les chiens contre les rigoureux hivers de l'Arctique et reflète également la chaleur en été. Ils peuvent supporter des températures aussi basses que −50 à −60 °C (−58 à −76 °F). Le sous-poil est souvent absent pendant la mue. Leur pelage épais nécessite un toilettage hebdomadaire.
Un pelage excessivement long, parfois appelé "wooly" ou "woolie", est considéré comme un défaut selon les normes de la race car il réduit la protection par rapport aux poils de garde plus épais du pelage standard, obscurcit le contour bien défini du chien, provoque une surchauffe plus rapide lors de travaux sérieux de harnais, et devient facilement emmêlé et recouvert de neige et de glace.
Les Huskies de Sibérie se déclinent en différentes couleurs et motifs, souvent avec des pattes et des jambes blanches, des marques faciales et une pointe de queue blanche. Les exemples de couleurs de pelage incluent le noir et blanc, le cuivre-rouge et blanc, le gris et blanc, le blanc pur et le rare pelage "agouti", bien que de nombreux individus aient des taches blondes ou piebald. Certains ont également le motif "saddle back", dans lequel les poils de garde noirs sont limités à la zone du dos, tandis que la tête, les reins et les épaules sont soit rouge clair, soit blancs. Il existe une grande variété de marques faciales frappantes, de lunettes et d'autres marques. Toutes les couleurs de pelage, du noir au blanc pur, sont autorisées,,,. Les motifs de pelage Merle ne sont pas autorisés par l'American Kennel Club (AKC) et le Kennel Club (KC),. Ce motif est souvent associé à des problèmes de santé et à une reproduction impure.

### Yeux

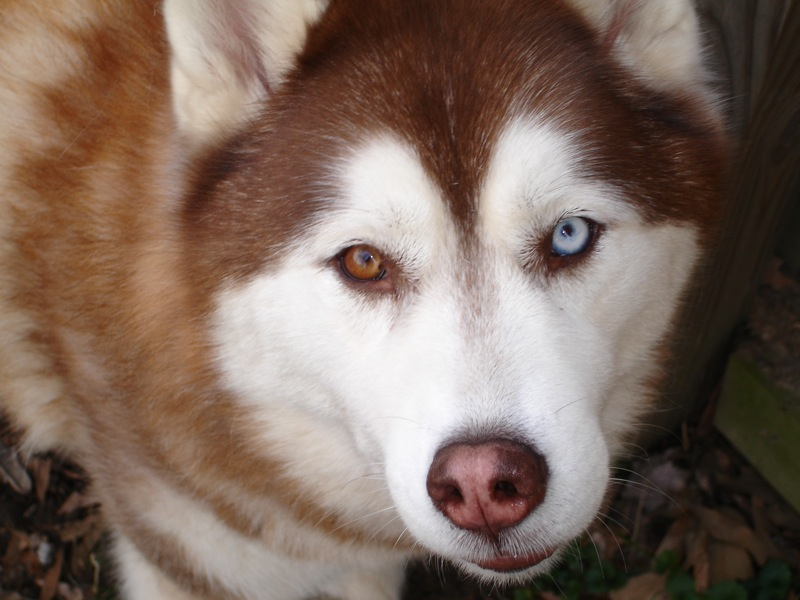
Husky de Sibérie rouge et blanc avec l'hétérochromie.

L'American Kennel Club décrit les yeux du Husky de Sibérie comme "en forme d'amande, modérément espacés et légèrement obliques." La norme de la race du AKC stipule que les yeux peuvent être marron, bleus ou noirs ; un de chaque couleur ou avec hétérochromie est acceptable. Ces combinaisons de couleurs d'yeux sont considérées comme acceptables par l'American Kennel Club. L'hétérochromie n'affecte pas la vision du chien.

### Nez
Les chiens de qualité pour les expositions préfèrent ne pas avoir le nez pointu ni carré. Le nez est noir chez les chiens gris, marron chez les chiens noirs, foie chez les chiens couleur cuivre et peut être de couleur beige clair chez les chiens blancs. Dans certains cas, les Huskies de Sibérie peuvent présenter ce qu'on appelle un "nez de neige" ou "nez d'hiver." Cette condition est appelée hypopigmentation chez les animaux. Le "nez de neige" est accepté en exposition,.

### Queue
Les queues des Huskies de Sibérie sont lourdement fournies en poils ; ces chiens ont souvent tendance à se recroqueviller avec leur queue sur leur visage et leur nez pour fournir une chaleur supplémentaire. Lorsqu'il se recroqueville pour dormir, le Husky de Sibérie couvre son nez pour se réchauffer, souvent appelé « le tourbillon sibérien ». La queue devrait être expressive, tenue basse lorsque le chien est détendu et courbée vers le haut en forme de « faucille » quand il est excité ou intéressé par quelque chose.

### Taille
La norme de la race indique que les mâles doivent idéalement mesurer entre 20 et 24 pouces (51 et 61 cm) au garrot et peser entre 45 et 60 livres (20 et 27 kg). Les femelles sont plus petites, mesurant entre 19 et 23 pouces (48 et 58 cm) au garrot et pesant entre 35 et 50 livres (16 et 23 kg). Les habitants de Nome appelaient les Huskies de Sibérie des "rats de Sibérie" en raison de leur taille de 40 à 50 livres (18 à 23 kg), par rapport à la taille des Malamutes de l'Alaska de 75 à 85 livres (34 à 39 kg).

### Comportement
Le Husky a généralement tendance à hurler plutôt qu'à aboyer. On les décrit comme des artistes de l'évasion, cela peut inclure creuser sous les clôtures, mâcher à travers celles-ci, voire sauter par-dessus,,.
Étant donné que le Husky de Sibérie a été élevé dans un cadre familial par les Chukchis et non laissé pour se débrouiller seul, on peut lui faire confiance avec les enfants. L'ASPCA classe la race comme étant bonne avec les enfants. Elle indique également qu'ils ont une grande énergie à l'intérieur, ont des besoins d'exercice spéciaux et peuvent être destructeurs "sans les soins appropriés".
Les Huskies de Sibérie ont une forte tendance à la chasse en raison du fait que les Chukchis les laissaient se promener librement en été. Les chiens chassaient en meute et s'en prenaient aux chats sauvages, aux oiseaux et aux écureuils, mais avec une éducation, ils peuvent être de confiance avec d'autres petits animaux. Ils ne revenaient dans les villages des Chukchis que lorsque la neige revenait et que la nourriture devenait rare. Leurs instincts de chasse se retrouvent toujours dans la race aujourd'hui, comme en témoigne leur tendance généralement élevée à la chasse.
Une clôture d'environ 6 pi (1,83 m) est recommandée pour cette race en tant qu'animal de compagnie, bien que certains aient réussi à franchir des clôtures de 8 pi (2,44 m). Les barrières de confinement électriques pour animaux peuvent ne pas être efficaces. Ils ont besoin de la compagnie fréquente des humains et d'autres chiens, et leur besoin de se sentir partie intégrante d'une meute est très fort.
Le caractère du husky de Sibérie est amical et doux. Le husky ne peut pas être utilisé comme chien de garde ; les huskies de Sibérie n'ont généralement aucune agressivité envers les humains. De plus, la race montre souvent de l'indépendance, ce qui est un désavantage pour les chiens de service. Essayer d'enseigner un comportement agressif aux huskies de Sibérie peut entraîner des problèmes mentaux chez le chien. Cela peut être dangereux pour le propriétaire. Le chien est intelligent, mais peut être têtu en raison de son indépendance, de son impulsivité et de son inattention. Pour obtenir l'obéissance, il est très bénéfique de commencer l'entraînement dès le plus jeune âge.
Les huskies de Sibérie ont été classés 77e sur 138 races comparées pour leur intelligence par le psychologue canin Stanley Coren,. Cependant, les classements dans les travaux publiés de Coren utilisaient uniquement l'une des trois formes définies d'intelligence canine, "Intelligence de Travail et d'Obéissance", qui se concentre sur la facilité d'entraînement - la capacité d'un chien à suivre des instructions et des commandes dans un contexte direct, spécifiquement par des juges d'essai dans un parcours contrôlé. Le travail du husky de Sibérie en tant que chien de traîneau, avec un minimum de direction active d'un conducteur, et la dépendance d'un conducteur sur les chiens pour prendre leurs propres décisions dans des conditions difficiles, utilisent les deux autres formes, "Intelligence Instinctive" et "Intelligence Adaptative", de manière beaucoup plus importante.

## Races proches
Les malamutes, samoyèdes et chien du Groenland  originaire d'Alaska et de Sibérie, sont proches du husky.

## Caractère
(24 février 2025).

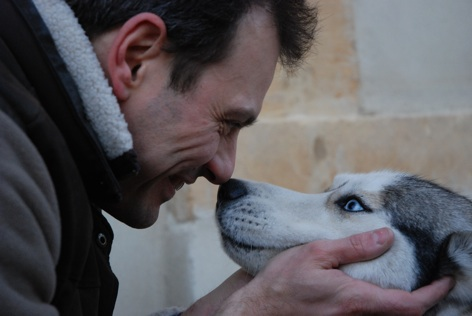
Le husky est affectueux et amical envers l'homme.

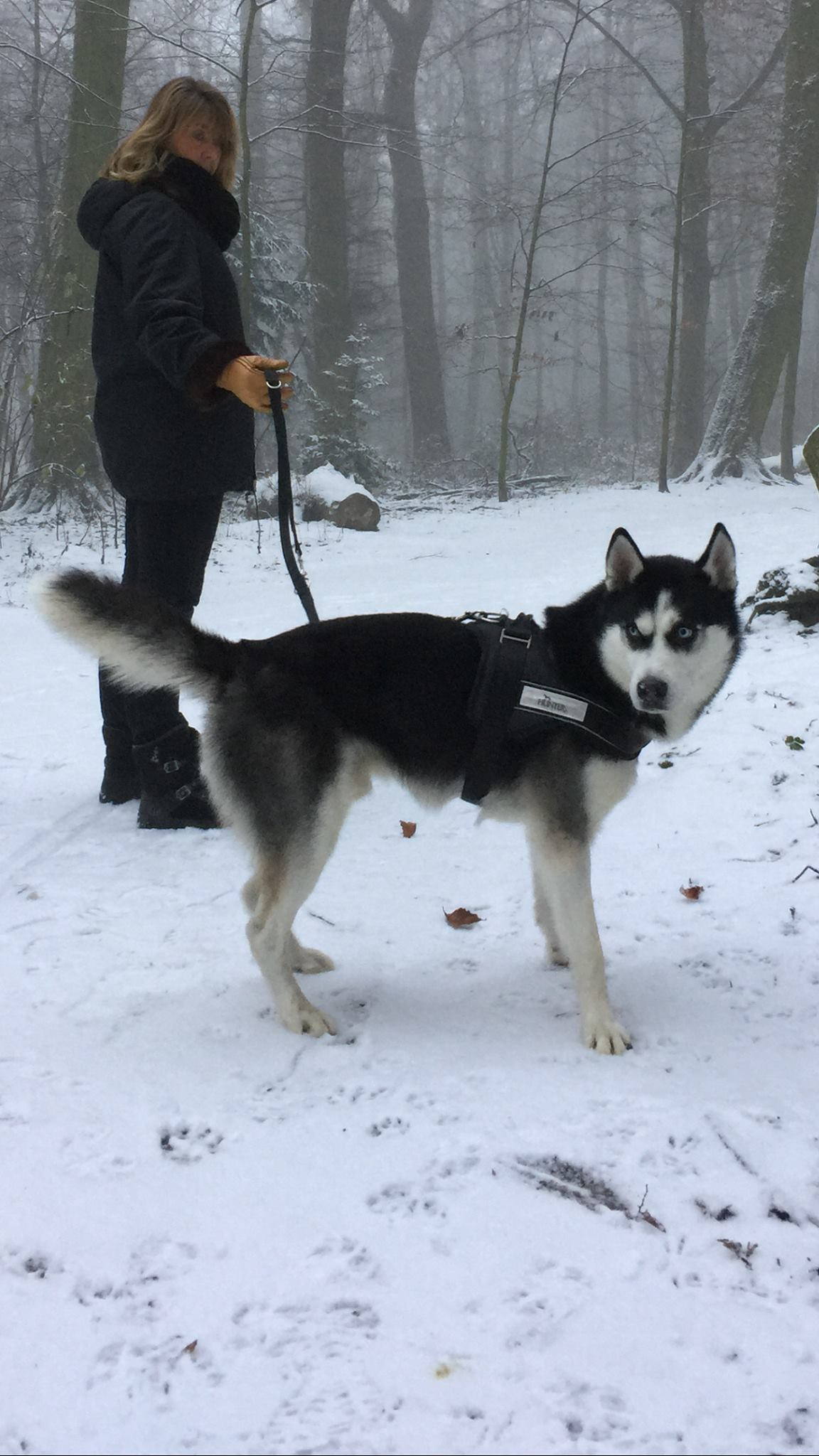
Le husky adore la neige.

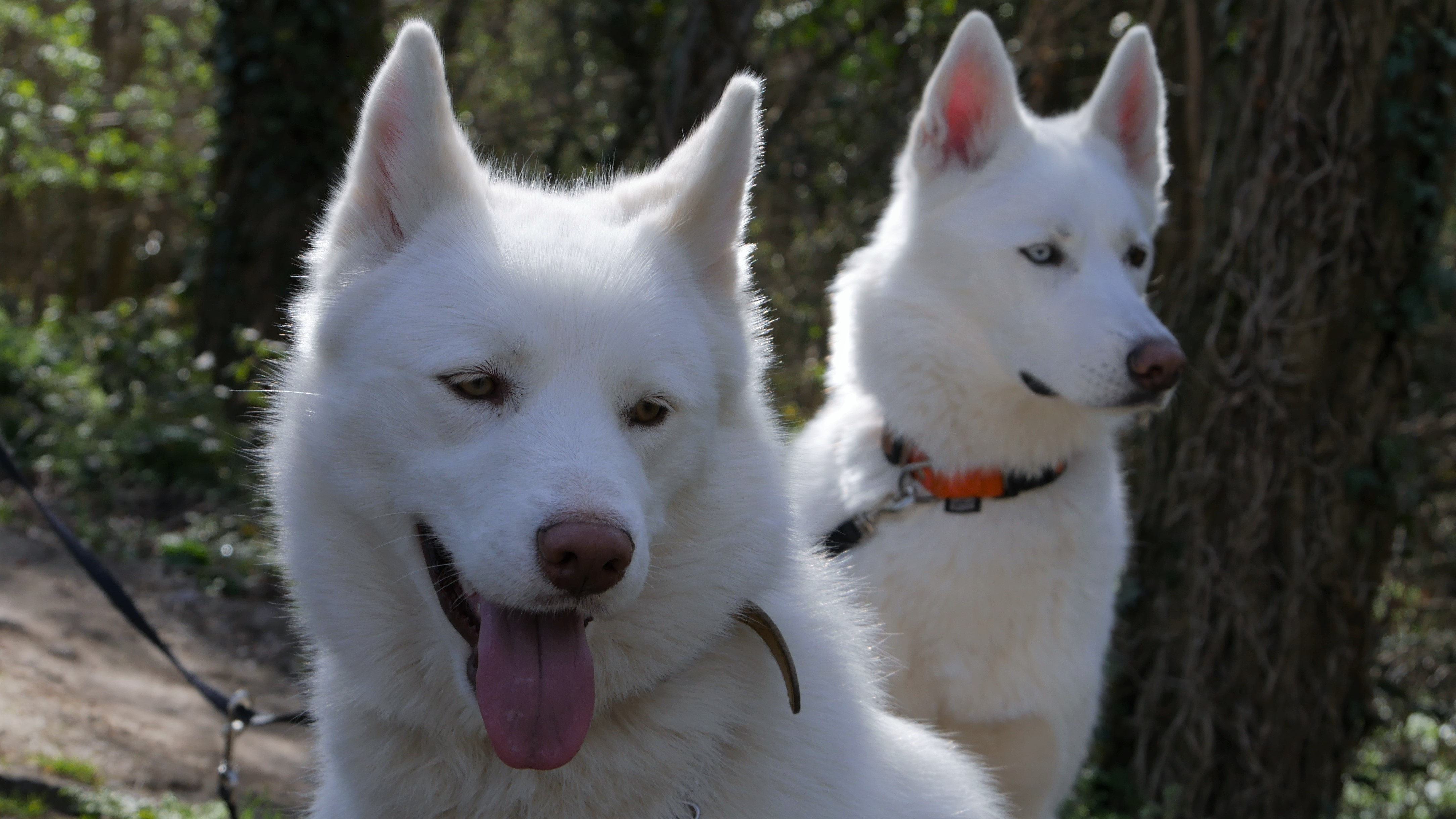
Deux Huskies blancs de 5 ans.

Le husky de Sibérie est décrit dans le standard FCI comme d'un tempérament gentil et doux, éveillé et sociable, mais c'est un chien actif qui aime l'aventure. Il peut donc être amené à fuguer ou détruire comme tout chien dont les besoins ne sont pas respectés. Il n'est pas possessif et ne fait pas preuve de méfiance envers les étrangers ou les autres chiens. Le husky de Sibérie est donc souvent, à tort, considéré comme un chien agressif selon la croyance populaire.
Un sondage de 1996 sur les morsures de chiens à travers le Nouveau-Brunswick, la Nouvelle-Écosse et l'Île-du-Prince-Édouard, montre que le husky sibérien ne se place pas du tout à l’avant-plan sur cet aspect. Bien entendu, ce caractère doux et domestique est en grande partie dû à l’élevage intransigeant mis en place par les communautés Tchouktches, en Russie. La technique consistant en la suppression automatique de chiens montrant des signes d’agressivité, plusieurs générations plus tard, il ne restait donc que ceux dont les gènes ont été corrigés pour subvenir aux besoins des peuples qui les ont élevés et dressés, sans imposer les désavantages qu’imposait la gestion d’un chien agressif. Aujourd’hui, le husky sibérien peut être un chien de salon de même qu’un chien d'extérieur, ils sont présents dans les villes, comme dans les pâturages, et dans les communautés Tchouktches car le husky de Sibérie, au fil des générations, s’est adapté à un mode de vie beaucoup moins rural. Certains husky vivent aujourd’hui dans des centres-villes, dans des appartements : ils y sont heureux tant que leurs besoins sont respectés. Ces chiens sont joviaux, requièrent beaucoup d’attention de la part de leur propriétaire, et ne connaissent aucune limite à leur terrain de jeu.

## Entretien
Les huskys muent deux fois par an : ils changent complètement de fourrure, ce qui peut durer trois semaines ou plus. Le reste du temps, les huskys perdent relativement peu de poils.
Le toilettage (en) est proscrit dans le standard de la race.

## Troubles de santé

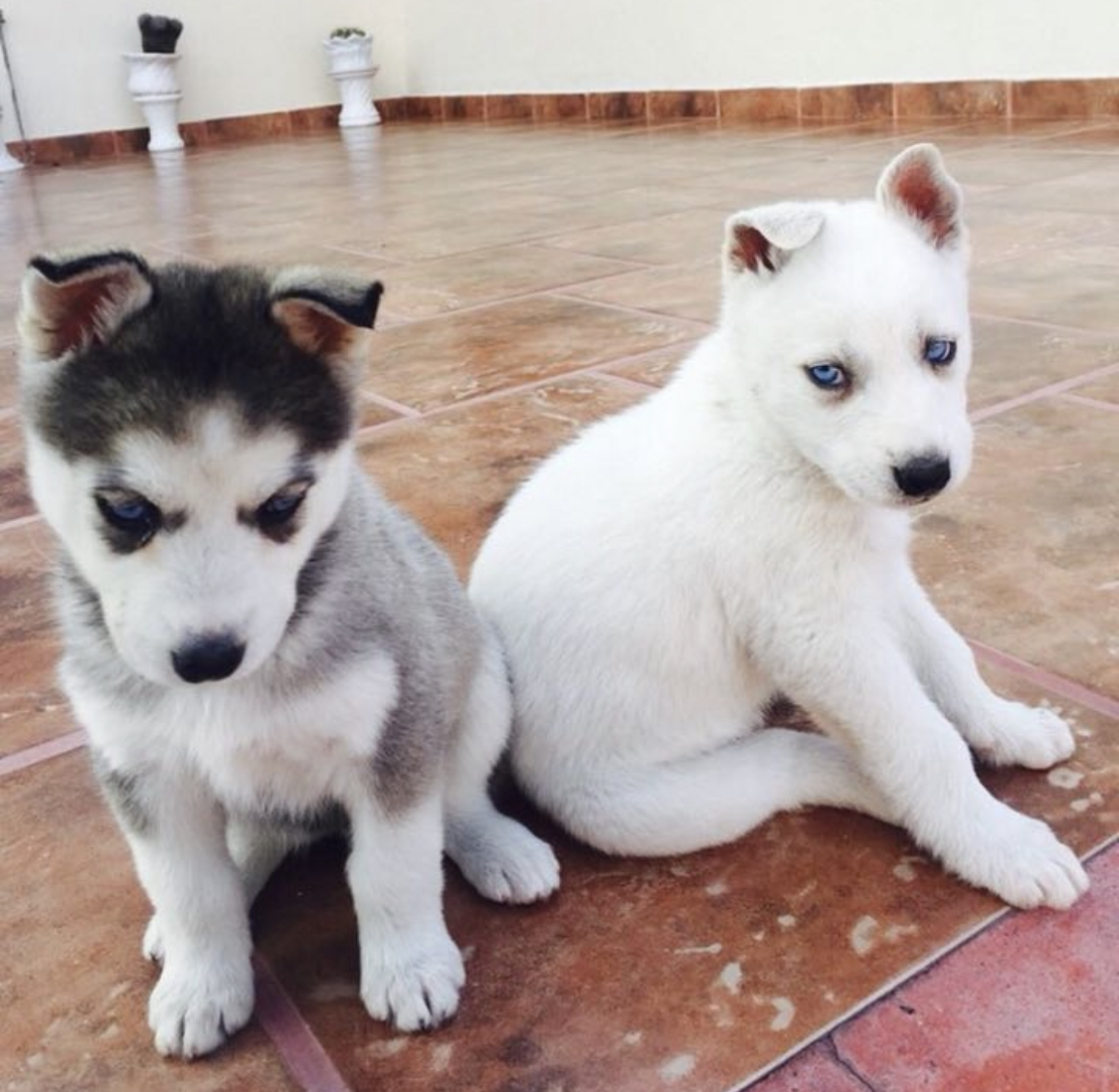
Chiots Husky de quelques mois.

### Dysplasie de la hanche
L'incidence de la dysplasie de la hanche est relativement faible. Toutefois, les chiens destinés à la reproduction devraient, entre autres, faire l'objet d'une certification de la « Fondation orthopédique animale » avant l'accouplement[réf. nécessaire]. Cette certification ne peut être obtenue avant l'âge de deux ans. Les efforts soutenus des éleveurs ont permis de maintenir l'incidence de ce problème à un faible niveau.

### Problèmes oculaires
Selon la Canine Eye Registry Foundation (CERF), l'incidence de cataractes chez les animaux vérifiés par l'American College of Veterinary Ophtalmologist est d'environ 15 à 18 %. L'incidence véritable est probablement plus élevée, étant donné que nombre d'éleveurs d'expérience peuvent découvrir l'anomalie précocement et ne font pas certifier les chiots. Typiquement, ces cataractes affectent peu la vision du chien qui peut quand même mener une vie heureuse et normale après stérilisation. Cependant, il existe une forme de cataractes plus agressive qui progresse rapidement et peut entraîner une cécité totale vers l'âge de deux ou trois ans.
Il existe également un problème de dystrophie de la cornée au sein de la race. Cette maladie cause une perte de vision diffuse et progressive à partir de l'âge moyen. Chez plusieurs races, dont le husky, on a noté l'apparition d'un problème d'atrophie progressive de la rétine et d'atrophie rétinienne centrale progressive. Ce sont des affections d'origine génétique et le dépistage chez les couples éventuels a permis d'en réduire sensiblement l'incidence au sein de la race. À l'heure actuelle, l'incidence de l'atrophie centrale de la rétine est relativement faible.
Le husky peut également être sujet au glaucome, notamment certaines lignées développées pour la course. Le glaucome cause généralement des douleurs et une perte de vision significatives avant que le problème ne soit détecté.

### Pyodermites
Cette race de chien est sujette aux pyodermites, des infections bactériennes de la peau. Une pyodermite est susceptible d’apparaître à la suite d'une irritation, une allergie ou une piqûre d'insecte. Il s'agit de petits boutons de pus parfois sous forme de tâches accompagnées de croûtes.

## Utilité
Le husky est un chien de traîneau sélectionné pour parcourir des distances importantes à une vitesse modérée, par grands froids. Son caractère confiant en fait un piètre chien de garde.

## Huskys célèbres

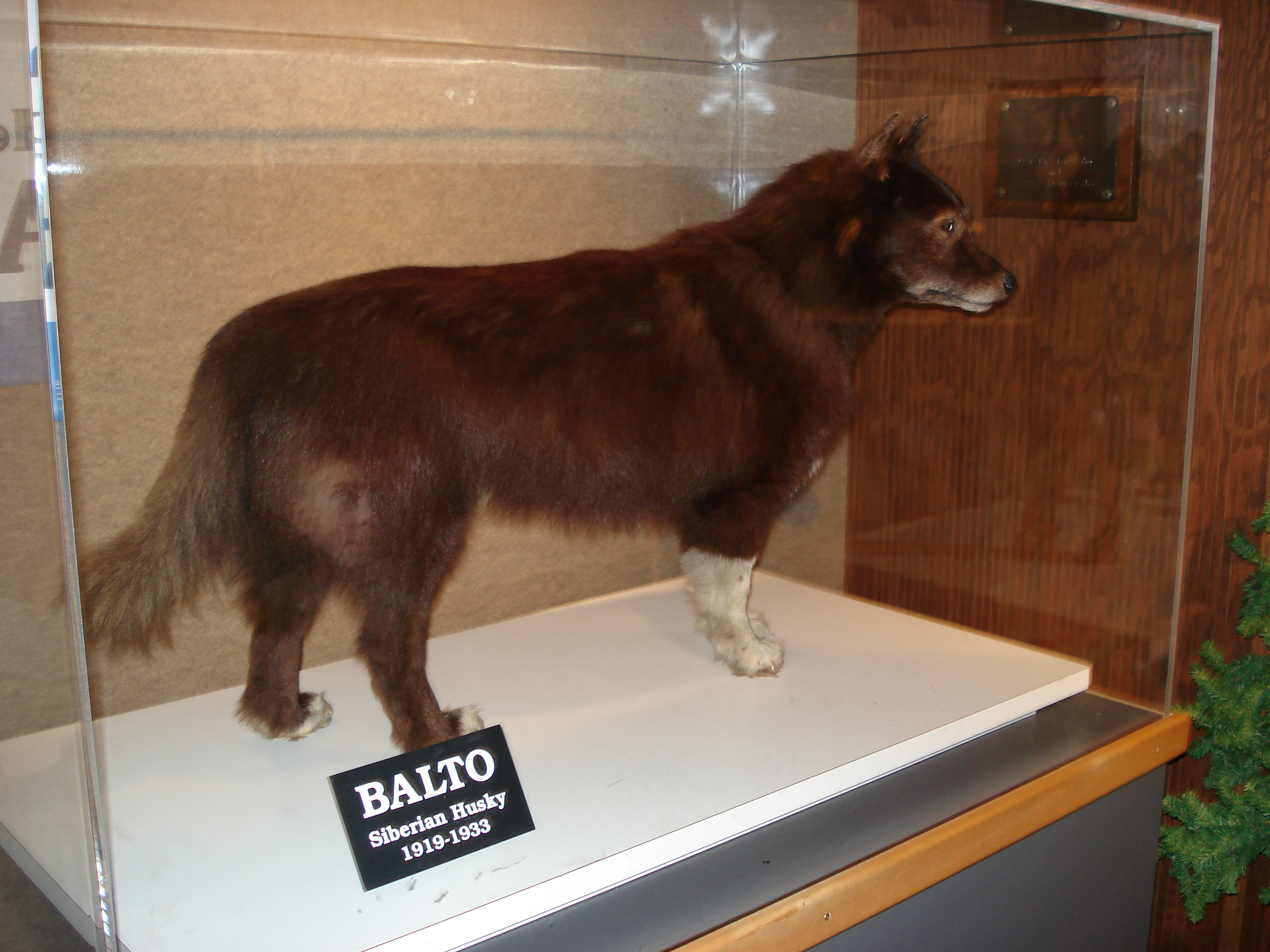
Balto, présenté au muséum d'Histoire naturelle de Cleveland.

Balto et Togo sont célèbres pour leur participation à la course au sérum de 1925, à Nome (Alaska), afin de transporter un médicament antidiphtérique.